# Civilité

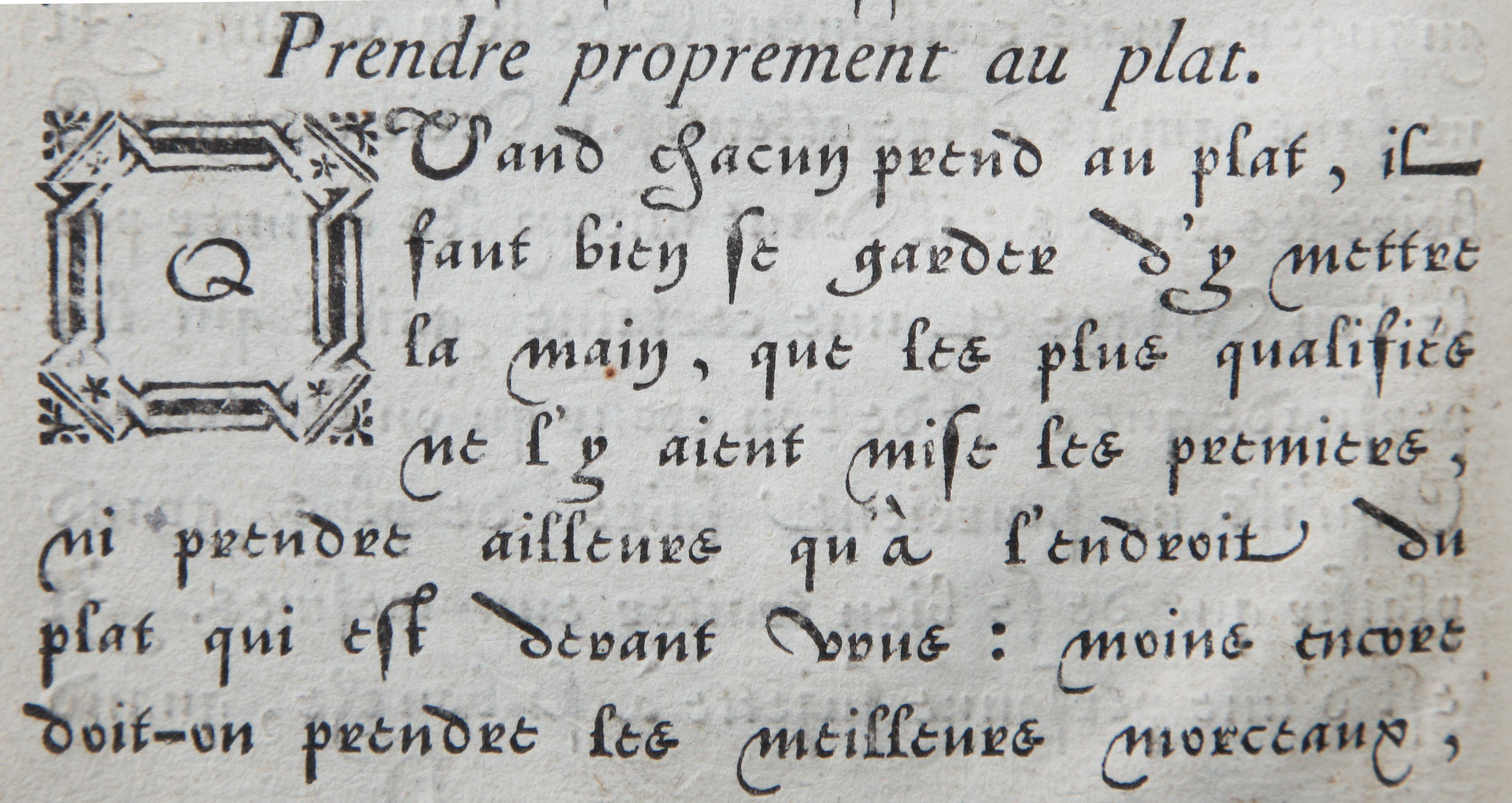
civilitéletters in een handboek uit de 18e eeuw

Civilité is een zestiende-eeuwse verschijningsvorm van drukletters (zoals romein, cursief of gebroken schrift) die lijkt op de in die tijd door de Franse dichters gebruikte schrijfletter, een gotische cursief. Kenmerkend voor de civilité was de relatief platte oriëntatie (‘liggend schrift’) en de zwierige uitstraling.
Dit lettertype werd voor het eerst gebruikt in 1557, door Robert Granjon in Lyon. In 1559 drukte Aimé Tavernier er in Antwerpen Erasmus’ pedagogische tractaat La civilité puerile mee; daaraan dankt de letter zijn naam. De civilité werd in de Nederlanden gebruikt om in druk handschrift weer te geven, vooral voor schoolboekjes.